# 平井卯輔
平井 卯輔（ひらい うすけ、1890年（明治23年）6月10日 - 1962年（昭和37年）7月27日）は、大日本帝国陸軍軍人。最終階級は陸軍少将。

## 経歴
1890年（明治23年）に山口県で生まれた。陸軍士官学校第25期卒業。1939年（昭和14年）3月9日に陸軍騎兵大佐進級と同時に熊本連隊区司令官に着任。1940年（昭和15年）8月に捜索第56連隊長（西部軍・第56師団）に転じ、太平洋戦争に出征。ビルマ侵攻に出動し、1942年（昭和17年）3月24日にラングーンに上陸。連隊は先遣隊として3月30日にトングー、4月11日にパサウン、4月29日にはラシオを占領し、5月4日にはバーモを無血占領する偉勲を立てた。ラングーンから70日間で1700 kmの行程を駆け抜け、第15軍司令官より感状が授与された。その後留守第56師団司令部附を経て、1943年（昭和18年）12月に戦車第4旅団長（関東軍・第1方面軍・戦車第2師団）に転じた。
1944年（昭和19年）3月1日に陸軍少将に進級し、4月13日に第86師団司令部附となり、5月10日に東京連隊区司令官に就任した。1945年（昭和20年）3月31日に東京地区司令部附となり、7月1日に東京師管区兵務部長に就任し、終戦を迎えた。
1947年（昭和22年）11月28日、公職追放仮指定を受けた。